# Charles Hubbard Judd
Charles Hubbard Judd (20 février 1873 - 18 juillet 1946) est un psychologue de l'éducation et universitaire américain qui joua un rôle important dans la création de la discipline. 
Judd adapta les méthodes d'expérimentation scientifique à la compréhension des mécanismes d'apprentissages, et ainsi, limiter l'utilisation de la théorie dans le domaine.

## Biographie
Il naît dans  une famille américaine, à Bareli, en Inde alors sous administration britannique, où son père est missionnaire. Sa famille retourne aux États-Unis lorsqu'il a six ans. Il y effectue son parcours scolaire et universitaire, obtenant une licence à l'université wesleyenne. Il poursuit sa formation à l'université de Leipzig, et soutient une thèse de doctorat en psychologie expérimentale sous la direction de Wilhelm Wundt.
Il commence sa carrière professionnelle comme formateur à l'université wesleyenne (1896), puis il est recruté comme professeur de psychologie à l'université de New-York jusqu'en 1901, puis successivement à l'université de Cincinnati et à Yale. En 1909, il rejoint l'université de Chicago, où se déroule le reste de sa carrière, jusqu'à sa retraite en 1938. Il y dirige notamment le département de l'éducation. Il est également directeur de département de psychologie de 1920 à 1925. Après sa retraite, il occupe des fonctions de consultant pour des universités et pour l'État.
Il est l'auteur des ouvrages Genetic Psychology for Teachers, Psychology of Social Institutions et Psychology of High-School Subjects (Boston, 1915).

## Publications
- Psychology of high-school subjects. Ginn and Company, 1915.
- avec Leon Carroll Marshall, Lessons in community and national life.Series B, for the first class of the high school and the upper grades of the elementary school. United States. Bureau of  Education; United States. Food and Drug Administration, 1918.
- avec Guy Thomas Buswell, Silent reading: A study of the various types. No. 23. University of Chicago, 1922.
- The psychology of social institutions. (1926).